# 36 Crazyfists
36 Crazyfists er et heavy metal band fra in Anchorage, Alaska. Bandets navn kommer fra Jackie Chan filmen "Jackie Chan and the 36 Crazy Fists". De har udgivet syv studiealbums: In the Skin (1997), Bitterness the Star (2002), A Snow Capped Romance (2004), Rest Inside the Flames (2006), The Tide and Its Takers (2008), Collisions and Castaways (2010) og Time and Trauma (2015).